# 東折尾町
東折尾町（ひがしおりおまち）は福岡県北九州市八幡西区の町。住居表示実施済み。郵便番号は807-0835。

## 地理
八幡西区の北部西側に位置し、西から北に北鷹見町、東に長崎町、南に則松、西に南鷹見町と接する。

### 湖沼
- くちなしの池

## 地域の特徴
町域の北縁をJR九州筑豊本線が通り、北東縁を県道281号下上津役折尾線が通る。町域の中心には梔子ノ池公園がある。起伏のある住宅地である。

## 歴史
かつてこの辺りには大字折尾の字、梔子，上ノ山，五反分，寺ノ前，瀬道田があった。住居表示実施前は折尾町長崎西と通称されていた。2000年までは西鉄北九州線が通っており、県道281号下上津役折尾線沿いに折尾東口駅の黒崎駅前方面ホームが存在していたが、廃線とともに廃駅となった。

### 沿革
- 1974年（昭和49年）4月1日 - 東折尾町新設[5]。

### 町名の変遷
| 実施内容          | 実施年月日               | 実施後   | 実施前                     |
| ----------------- | ------------------------ | -------- | -------------------------- |
| 町名新設 住居表示 | 1974年（昭和49年）4月1日 | 東折尾町 | 大字折尾，大字則松の各一部 |

## 世帯数と人口
2025年（令和7年）3月31日現在（北九州市発表）の世帯数と人口は以下の通りである。
| 町       | 世帯数  | 人口  |
| -------- | ------- | ----- |
| 東折尾町 | 343世帯 | 565人 |

### 人口の変遷
国勢調査による人口の推移。
| 1995年（平成7年）  | 770人 | [ 7 ]  |  |
| 2000年（平成12年） | 708人 | [ 8 ]  |  |
| 2005年（平成17年） | 695人 | [ 9 ]  |  |
| 2010年（平成22年） | 596人 | [ 10 ] |  |
| 2015年（平成27年） | 577人 | [ 11 ] |  |
| 2020年（令和2年）  | 547人 | [ 12 ] |  |

### 世帯数の変遷
国勢調査による世帯数の推移。
| 1995年（平成7年）  | 333世帯 | [ 7 ]  |  |
| 2000年（平成12年） | 309世帯 | [ 8 ]  |  |
| 2005年（平成17年） | 309世帯 | [ 9 ]  |  |
| 2010年（平成22年） | 295世帯 | [ 10 ] |  |
| 2015年（平成27年） | 296世帯 | [ 11 ] |  |
| 2020年（令和2年）  | 290世帯 | [ 12 ] |  |

## 学区
市立小・中学校に通う場合、学区は以下の通りとなる。
| 町       | 街区 | 小学校               | 中学校               |
| -------- | ---- | -------------------- | -------------------- |
| 東折尾町 | 全域 | 北九州市立則松小学校 | 北九州市立則松中学校 |

## 交通

### 道路
- 県道281号下上津役折尾線

## 施設

### 公共施設
- くちなし年長者いこいの家

### 公園
- 梔子ノ池公園